# Афонсу, Жорже

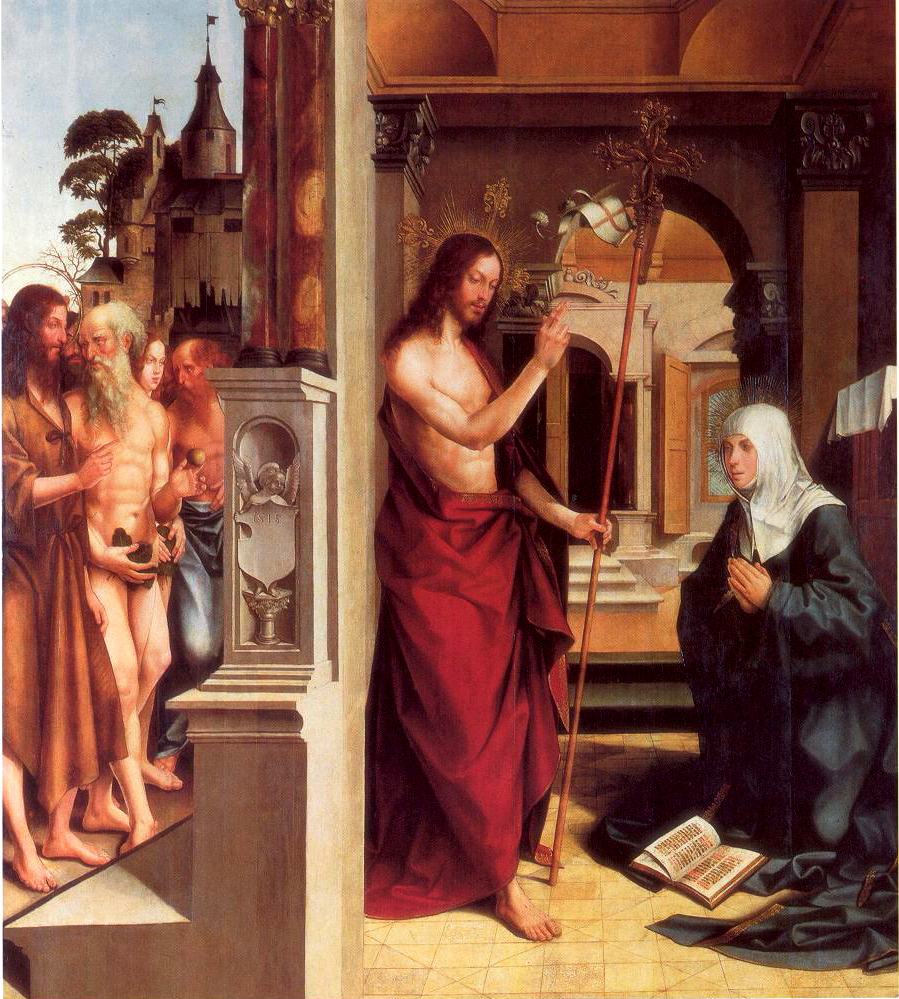
Иисус в гостях у Марии. Ж.Афонсу (ок. 1515)

Жорже Афонсу (порт. Jorge Afonso, 1470—1540) — португальский художник эпохи Возрождения.
Ж. Афонсу в 1508 году становится придворным художником португальского короля Мануэла I, а с 1529 года занимает должность придворного живописца у короля Жуана III. Художественная мастерская Афонсу находилась в Лиссабоне, близ церкви Санту-Домингу. В этой мастерской получило художественное образование целое поколение португальских мастеров — Кристобаль де Фигейреду, Гарсия Фернандеш, Грегорио Лопеш, Жорже Леаль, и другие. Ж.Афонсу известен в первую очередь как мастер религиозной, алтарной живописи. По указанию королевы Леоноры, вдовы короля Жуана II и сестры короля Мануэла I, художник украшает алтарь в монастыре Мадре де Деус в Лиссабоне (ныне — в Национальном музее древнего искусства. Между 1520 и 1530 годами Афонсу создаёт, также по заказу королевы Леоноры, 14 алтарных панелей для женского монастыря Иисуса в Сетубале. Настенные росписи кисти Ж.Афонсу, относящиеся к 1530 году, можно увидеть в круглой церкви женского монастыря Христа в Томаре.